# Another Thursday at County
Another Thursday at County is de tweede aflevering van het vijfiende seizoen van de televisieserie ER, die voor het eerst werd uitgezonden op 9 oktober 2008.

## Verhaal
Het personeel beseft dat de wereld doorgaat na het plotselinge overlijden van hun collega dr. Pratt. Dan maken zij kennis met het nieuwe hoofd van de SEH dr. Cate Banfield, zij maakt zich al snel onpopulair bij het personeel als zij haar werkwijze wil doordrukken. 
Dr. Gates en een aantal nieuwe studenten behandelt een man met een gebroken been. Dan blijkt dat de man een zak met ricine bij zich heeft die openscheurt. Dr. Gates en zijn studenten raken in paniek omdat zij beseffen dat dit een uiterst giftige poeder is, zij worden in quarantaine gezet en moeten nu samen hopen dat zij hier veilig doorkomen. Zij zijn opgelucht als zij horen dat de ricine niet giftig is en dat zij veilig zijn.
Dr. Rasgotra is het er niet mee eens dat dr. Dubenko ontslag heeft genomen en wil er alles aan doen om hem terug te halen, zij is verrast als zij erachter komt dat dr. Brenner haar hiermee helpt. 

## Rolverdeling

### Hoofdrollen
- Parminder Nagra - Dr. Neela Rasgrota
- John Stamos - Dr. Tony Gates
- Scott Grimes - Dr. Archie Morris
- David Lyons - Dr. Simon Brenner
- Angela Bassett - Dr. Cate Banfield
- Leland Orser - Dr. Lucien Dubenko
- John Aylward - Dr. Donald Anspaugh
- J.P. Manoux - Dr. Dustin Crenshaw
- Gil McKinney - Dr. Paul Grady
- Julia Jones - Dr. Kaya Montoya
- Shiri Appleby - Dr. Daria Wade
- Julian Morris - Dr. Andrew Wade
- Victor Rasuk - Dr. Ryan Sanchez
- Emily Rose - Dr. Tracy Martin
- Linda Cardellini - verpleegster Samantha Taggart
- Yvette Freeman - verpleegster Haleh Adams
- Brendan Patrick Connor - ambulancemedewerker Reidy
- Emily Wagner - ambulancemedewerker Doris Pickman
- Troy Evans - Frank Martin

### Gastrollen (selectie)
- Paul Bartholomew - Mr. Burke
- Lauren Bowles - Hannah
- Patrick Breen - Felix
- Carol Abney - brandweercommandant Amanda Miller
- Ariana Delawari - Decca Richards
- Jacory Gums - James Silcott
- Mónica Guzmán - Marisol